# Ka'ula
Kaʻula, ook wel Kaʻula Rock genoemd, is een klein, halvemaanvormig eilandje behorend tot de Hawaïaanse eilanden.

## Ligging
Ka'ula ligt 37 kilometer ten zuidwesten van Kawaihoa Point op Niihau, en ongeveer 280 kilometer ten westen van Honolulu. Het eiland is een top van een vulkaan, die voor de rest onder de zeespiegel ligt. Het hoogste punt van het eiland reikt tot 167 meter. De oceaan heeft grote kliffen gekerfd in het eiland. Aan de noordwestelijke kant is er een grote grot genaamd Kahalauaola (Haaiengrot).
Ka'ula was een van de eerste vijf eilanden die werden gezien door James Cook in 1778.

## Vuurtoren
In 1932 werd de bouw van een vuurtoren voltooid. De vuurtoren deed dienst tot 1947.

## Militair gebruik
Het eiland is gebruikt als een testplaats voor bommen door de United States Navy tot 1952. Hierdoor liggen er misschien nog onontplofte bommen op Ka'ula. Om het eiland te betreden is eerst toestemming nodig van de Amerikaanse marine. In 1978 claimde Hawaï de rechten over het eiland, maar tot op heden is er nog geen beslissing over het eigenaarschap gemaakt.

## Duiken
Ka'ula is onbewoond, maar vissers en duikers komen er vaak. In de buurt van het eiland is er namelijk een duikplek.